# 中国共产党河南省委员会
中国共产党河南省委员会，简称中共河南省委，是中国共产党在河南省的领导机关。
中共河南省委由中国共产党河南省代表大会选举产生。在代表大会闭会期间，执行中国共产党中央委员会的指示和中国共产党河南省代表大会的决议，领导河南省的工作，定期向中国共产党中央委员会报告工作。目前，刘宁担任该委员会书记，王凯、张巍担任该委员会副书记。

## 职责
根据《中国共产党地方委员会工作条例》，中国共产党地方委员会主要实行政治、思想和组织领导，承担下列职能：
1. 对本地区重大问题作出决策。
2. 通过法定程序使党组织的主张成为地方性法规、地方政府规章或者其他政令。
3. 加强对本地区宣传思想文化工作的领导，牢牢掌握意识形态工作领导权、话语权。
4. 按照干部管理权限任免和管理干部，向地方国家机关、政协组织、人民团体、国有企事业单位等推荐重要干部。
5. 支持和保证人大、政府、政协、法院、检察院、人民团体等依法依章程独立负责、协调一致地开展工作，发挥这些组织中党组的领导核心作用。
6. 加强对本地区群团工作和统一战线工作的领导。
7. 动员、组织所属党组织和广大党员，团结带领群众实现党的目标任务。

## 机构设置
根据《河南省机构改革方案》，中国共产党河南省委员会设置工作机关14个，工作机关管理的机关（副厅级）3个。中共河南省委设置下列机构：
- 中共河南省委办公厅

### 职能部门
- 中共河南省委组织部
- 中共河南省委宣传部
- 中共河南省委统一战线工作部
- 中共河南省委政法委员会

（省委办公厅挂省档案局牌子；组织部挂省公务员局牌子；宣传部挂省新闻出版局(省版权局)、省政府新闻办公室、省精神文明建设指导委员会办公室、省电影局牌子；统一战线工作部挂省政府侨务办公室牌子；网络安全和信息化委员会办公室挂省互联网信息办公室牌子。）

### 办事机构
- 中共河南省委政策研究室
- 中共河南省委全面深化改革委员会办公室
- 中共河南省委网络安全和信息化委员会办公室
- 中共河南省委外事工作委员会办公室
- 中共河南省委机构编制委员会办公室
- 中共河南省委军民融合发展委员会办公室
- 中共河南省委巡视工作领导小组办公室
- 中共河南省委老干部局

（省委全面依法治省委员会办公室设在省司法厅。省委国家安全委员会办公室设在省委办公厅。省委审计委员会办公室设在省审计厅。省委教育工作委员会设在省教育厅。省委农村工作领导小组办公室设在省农业农村厅。外事工作委员会办公室挂省政府外事办公室牌子；军民融合发展委员会办公室挂省国防科学技术工业局牌子；机构编制委员会办公室挂省直管县体制改革试点工作领导小组办公室牌子。）

### 派出机关
- 中共河南省委直属机关工作委员会
- 中共河南省委济源产城融合示范区工作委员会（副厅级）

（省委高等学校工作委员会与省教育厅合署办公，不计入机构限额。）

### 直属事业单位
- 中共河南省委党校
- 《河南日报》社
- 河南社会主义学院
- 中共河南省委党史研究院
- 河南省档案馆

（省委党校挂河南行政学院牌子。河南社会主义学院挂河南中华文化学院牌子。省委党史研究院挂省地方史志研究院牌子。）

### 工作机关管理的机关
- 中共河南省委机要局，由省委办公厅管理。
- 中共河南省委保密委员会办公室，由省委办公厅管理。
- 中共河南省委台湾工作办公室，由省委统一战线工作部管理。

（省委机要局挂省国家密码管理局牌子。省委保密委员会办公室挂省国家保密局牌子。省委台湾工作办公室挂省人民政府台湾事务办公室牌子。）

## 历届组成人员
第九届以前历届省委书记（省委第一书记）
- 张　玺（1949年10月-1952年11月）
- 潘复生（1952年11月-1958年08月）
- 吴芝圃（1958年08月-1961年07月）
- 刘建勋（1961年07月-1978年10月）
- 段君毅（1978年10月-1981年01月）
- 刘　杰（1981年01月-1985年05月）
- 杨析综（1985年05月-1990年03月）
- 侯宗宾（1990年03月-1992年12月）
- 李长春（1992年12月-1998年02月）
- 马忠臣（1998年02月-2000年10月）
- 陈奎元（2000年10月-2002年12月）
- 李克强（2002年12月-2004年12月）
- 徐光春（2004年12月-2009年11月）
- 卢展工（2009年11月-2013年03月）

第九届省委（2011年10月-2016年11月）
- 书记：卢展工（-2013年3月）、郭庚茂（2013年3月-2016年3月）、谢伏瞻（2016年3月-）
- 副书记：郭庚茂（-2016年3月）、邓凯、谢伏瞻（2013年3月-2016年3月）、陈润儿（2016年3月-）
- 常务委员：卢展工（-2013年3月）、郭庚茂（-2016年3月）、邓凯（-2017年2月）、李克（-2016年4月）、刘春良（-2015年1月）、连维良（-2012年2月）、尹晋华（-2016年10月）、毛万春（-2013年5月）、周和平（-2015年5月）、史济春（-2015年4月）、吴天君、毛超峰（-2013年1月）、赵素萍（女）、夏杰（女）（2012年8月-）、刘满仓（2013年1月-2016年5月）、谢伏瞻（2013年3月-）、陈雪枫（2013年7月-2016年1月，因严重违纪被查）、李文慧（2015年1月-）、陶明伦（2015年4月-）、王伟力（2015年5月-）、陈润儿（2016年3月-）、马懿（2016年4月-）、翁杰明（2016年9月-）、任正晓（2016年10月-）

第十届省委（2016年11月至2021年10月）
- 书记：谢伏瞻（-2018年3月）、王国生（2018年3月-2021年5月）、楼阳生（2021年5月-）
- 副书记：陈润儿（-2019年10月）、邓凯（-2017年2月）、王炯（2017年5月-2018年1月）、喻红秋（2018年7月-2019年11月）、尹弘（2019年11月-2021年3月）、王凯（2021年4月-）、孔昌生（2021年7月-）
- 常务委员：谢伏瞻（-2018年3月）、陈润儿（-2019年10月）、邓凯（-2017年2月）、翁杰明（-2018年3月）、赵素萍（女）（-2019年2月）、任正晓（-2020年12月）、夏杰（女）（-2017年2月）、李亚、陶明伦（-2017年11月）、许甘露（-2018年3月）、马懿（-2019年6月）、穆为民、孔昌生（2017年2月-）、王炯（2017年5月-2018年1月）、孙守刚（2017年11月-）、胡永生（2018年1月-2020年5月）、王国生（2018年3月-2021年5月）、黄强（2018年6月-2020年12月）、喻红秋（2018年7月-2019年11月）、江凌（2018年7月-）、徐立毅（2019年6月-）、甘荣坤（2019年9月-2021年6月，因严重违纪被查）、尹弘（2019年11月-2021年3月）、陈兆明（2020年5月-）、周霁（2020年12月-）、曲孝丽（2021年1月-）、王凯（2021年3月-）、楼阳生（2021年5月-）、陈舜（2021年9月-）

第十一届省委（2021年10月至今）
- 书记：楼阳生（－2024年12月）、刘宁（2024年12月－）
- 副书记：王凯、周霁（－2023年7月）、孙梅君（2023年11月－2025年1月）、张巍（2025年5月－）
- 常务委员：楼阳生（－2024年12月）、王凯、周霁（－2023年7月）、孙守刚、陈舜（－2023年4月）、江凌、曲孝丽（女，－2023年9月）、王战营、费东斌（－2022年9月）、陈星、王东伟（－2022年7月）、安伟、徐元鸿（-2024年5月）、张雷明（2022年12月－）、王刚（2023年5月－）、孙梅君（女，2023年11月－2025年1月）、张巍（2023年12月－）、赵钧（2024年5月－）、张敏（女，2024年5月－）、刘宁（2024年12月－）、王崧（2025年4月－）